# Байрамов, Шахин Вагиф оглы
Шахин Вагиф оглы Байрамов (азерб. Şahin Vaqif oğlu Bayramov; род. 4 июля 1979, Мингечевир) — ректор Карабахского университета (с 2024).

## Биография
Родился 4 июля 1979 года. В 1996 году окончил лицей г. Мингечевир.
В 2000 году окончил факультет международных экономических отношений Азербайджанского государственного экономического университета (UNEC). В 2003 году окончил магистратуру того же университета по специальности «Международные экономические отношения».
В 2011 году в Азербайджанском государственном экономическом университете защитил кандидатскую диссертацию на тему: «Политика соседства Европейского союза и перспективы интеграции Азербайджана в Европейское экономическое пространство». В 2012 году присвоена степень доктора философии по экономике.
С 2015 по 2016 год окончил Колледж образования Университета штата Пенсильвания по специальности «Управление высшим образованием и академическое лидерство» по программе Фулбрайта.
Окончил программы профессионального развития Индианского университета (2009), Уорикского университета (2015), Корнеллского университета (2016).
С января 2005 по сентябрь 2016 года являлся старшим лаборантом, преподавателем, старшим преподавателем, доцентом кафедры международных экономических отношений Азербайджанского государственного экономического университета.
С 2005 по 2009 год также являлся менеджером программы магистра делового администрирования, с  2009 по 2011 год — заведующим отделом Центра дистанционного и дополнительного образования UNEC.
С ноября 2012 по апрель 2017 года — проректор по международным связям и программам UNEC.
С апреля 2017 по июль 2019 года являлся заместителем директора отдела науки, высшего и среднего образования Министерства образования Азербайджана.
С сентября 2018 года — доцент кафедры экономики и управления Международного центра магистратуры и докторантуры UNEC.
С 2017 по 2020 год являлся координатором от Азербайджана программы «BFUG».
С 2018 по 2020 год участвовал в программе «Улучшение системы высшего образования в Азербайджане».
С 2006 по 2015 год являлся экспертом комитета науки и образования Парламента Азербайджана. Принимал участие в разработке законопроектов в области образования.
С 2003 по 2022 год являлся экспертом нескольких международных проектов ЕС, ЮНИДО, Всемирной торговой организации, USAID, Агентства США по торговле и развитию, Международного Агентства по сотрудничеству Японии.
С 2013 по 2017 год являлся менеджером по грантам проекта TEMPUS по развитию и улучшению управления ВУЗами в международных делах.
Сферами научных интересов являются универсализация высшего образования на международном уровне, глобальные тренды в высшем образовании, Болонский процесс, Европейское пространство высшего образования, международная экономика и устойчивое развитие.
Ректор Мингечевирского государственного университета (31 июля 2019 — 20 мая 2024).
Ректор Карабахского университета (с 20 мая 2024).
Участвовал в научных конференциях в Турции, США, Китае, России, Великобритании и иных странах.

## Некоторые публикации
- «Innovative business models in the context of organizational culture transformation in the COVID-19 pandemic» (в соавторстве) Public Organization Review 23 (1), 365-387 (2023)
- «Household electricity generation as a way of energy independence of states—Social context of energy management» (в соавторстве) Energies 14 (12), 3407 (2021)
- «Granger causality analysis of foreign trade impact on economic growth and some socioeconomic indicators: Case of Azerbaijan» (в соавторстве) WSEAS Transactions on business and economics 18, 276-283 (2021)
- «Modeling the assessment of the connection of migration and economic development: Case of Azerbaijan» (в соавторстве) Journal of Eastern European and Central Asian Research (JEECAR) 8 (1), 110-120 (2021)
- «Diversification rate of energy balance and energy export demand risk impacts on economic growth: The Case of Azerbaijan» (в соавторстве) Cuestiones Políticas 39 (68), 290-314 (2021)